# 弗雷迪·吉尔罗伊
弗雷迪·吉尔罗伊（英語：Freddie Gilroy，1936年3月7日—2016年6月28日），爱尔兰男子拳击运动员。他曾代表爱尔兰参加1956年夏季奥林匹克运动会拳击比赛，获得男子54公斤级铜牌。